# 平田佐次郎 (初代)
平田 佐次郎（ひらた さじろう、1842年（天保13年）11月 - 1902年（明治35年）5月30日）は、現在の三重県四日市市富田一色出身の実業家で、平田紡績の創業者。息子が「2代目平田佐次郎」を襲名して、三重郡会議員と富洲原村会議員を務めた。「三代目平田佐次郎」の襲名もあり、平田紡績家の男子は佐次郎の名前の一文字を貰って「佐」が付く名前を名乗る者が多い。2代目平田佐次郎は三重郡富洲原町（現在の四日市市富洲原地区）と三重郡川越村（現在の三重郡川越町）の政治家（三重郡会議員）も兼務した。

## 経歴
1842年（天保13年）11月に桑名藩領であった伊勢国朝明郡南福崎村（現在の三重郡川越町南福崎地区）の農家で百姓身分であった水越佐七の五男として生まれた。桑名藩領富田六郷天ヶ須賀村（現在の四日市市富洲原地区の天ヶ須賀）は、江戸時代の中期以後に漁業が盛んであった富洲原港の塩役運河地帯では海運業が発達した。天ヶ須賀港と富田一色港では廻船業が栄えて、漁村が形成されていたことから漁網の需要があり、漁港が築かれていた。
1829年（文政12年）頃には、「五十集船」は24隻を数えて、「瀬取船」8隻の数が、そして漁船12隻が船の数と記録されている。また「益栄丸」と「栄吉丸」と「福音丸」などといった千石船もあって、江戸や越後をはじめ日本各地へ船による海運業で海産物を運び、また米や麻や各地の特産物を仕入れて帰還していた。伊勢湾の地理が海運業を盛んにしていた。
13歳になった時、後に平田佐次郎を襲名することとなるが、富田一色村（四日市市富洲原地区）の平田家へ奉公に出た。主人の平田家は天ヶ須賀村に個人所有の「平田佐次郎船」を保有していて、船員（通称名は、かしきと呼ばれている。英語名ではボーイと呼ばれている）となり、周りの賑わいから佐次郎は廻漕問屋を志し、東は江戸と津軽から西は中国や四国方面で全国各地を往来して海運業に精を出した。成長して、海運業の経験を積み商売で東日本から西日本を行き来した初代平田佐次郎は野州（上野国・下野国）や芸州（安芸国）で生産する芽麻に目を付けて、これで麻糸をつくり、これを編んで漁網生産するアイデアが浮かんだ。
18歳の時に賄（支配人）になり、23歳で500石の伊宝丸と呼ばれた船を買収して船主となり、江戸─四日市間の貨物運搬に従事する。主人の家である平田家の養子になり主家の平田姓を継ぎ、「平田佐次郎」と改名して実兄の水越佐平に「伊宝丸」を譲り、新たに1400石の「福吉丸」を購入して、廻漕業に従事する。
海運業から麻網業をする製網産業が有利と知り、1868年（慶応4年）漁網の製造販売を目的に麻屋である「平田漁網商店」を刻苦精励して創設をして、以降は家運を発展させて巨万の富を蓄積した。1894年（明治27年）から1895年（明治28年）頃にはさらに綿網業を追加して、平田家の家業を拡張した。麻糸を買い入れては富田・富洲原周辺や桑名地方の住民に配り、平田家の家業として麻糸や漁網の生産をはかった。
その後、「平田商店」は製網業から発展をして、綿花などを原料として紡績事業をする総合繊維会社の平田紡績が創設されるまで発展した。大企業として巨万の富をつくり平田家の家業が栄えた。伊勢湾の漁業が盛んで、漁網製造の需要が大きかった。麻糸を原料とした手すき網から綿糸を原料とした機械生産の大量生産が、20世紀になった1901年（明治34年）以後に可能となった。
富田一色本町には以下の建物が建造されていた。
1. 富田一色の旧平田邸
2. 平田紡績の原料麻糸の原料の倉庫
3. 平田紡績の営業事務所

- 以上の平田紡績関係の建造物が文化財として保存されている。

## 政治家

### 道路改修
初代佐次郎は蓄財に腐心下ばかりでなくて、公共事業に私財を投じた政治家であった。富洲原村の荒れた道路の補修工事などの公共事業を行う。1894年（明治27年）に関西鉄道会社が四日市駅 - 桑名駅間に至る線路を延長して、三重郡四日市町（現在の四日市市）の四日市駅 - 桑名郡桑名町（現在の桑名市）の桑名駅間が開通して、その中央の富田地域の三重郡富田村に停車場である富田駅が設置された。
当時の明治時代は富田駅から富田一色の道路は2区間の道路があり、そのうち最も利便性が高い道路がでこぼこで車馬の通行さえ困難な（ぼろ道）で、これを憂い富田一色村民の利益を優先した初代平田佐次郎は（富田一色村）発展のためにこの難関道路を補修するべきとして、1896年（明治29年）4月から私財を投じて改修に着工した。併行事業として新しい道も新設した。
この道路施工は高松村付近の村民の利便を向上させたために、かつて地論で長年反目していた小作人側が率先して「道路修治碑建設運動」を展開した。その結果として改修された道路の終点（現在の富洲原町の松原西元町商店街の百五銀行近辺）に建立されたのが、「平田佐次郎起功碑」で、その撰文を任されたのが明治時代に全国的に著名であった漢学者の大賀賢励であった。これによって川越村（現在の三重郡川越町）高松村や富田一色村付近の村民も利便性があがり、1898年（明治31年）から1899年（明治32年）に富田一色本町の「海運橋」付近に「旭川学人大賀賢」「励撰文」になる「平田佐次郎功碑」が富洲原周辺村民が平田佐次郎の功績をたたえる運動で建立された。
「富洲原道路修築」に関係する公共事業の主要人物の平田佐次郎の功績を顕彰するものである。所在地 が四日市市羽津甲の霞ヶ浦緑地内に「平田佐次郎紀功碑」が設置された。塩役運河の改修前は富田一色地区の海運橋の付近の富田一色本町にあったが、海運橋周辺の整備事業の際に3男の平田佐矩像の横に移設された。

### 富洲原村民への福祉
窮民施興公共事業に尽力して、天災や貧困による窮民の支援を行ったこと、四日市市立富洲原小学校を増築するなどの学校建設を援助したこと、富洲原村に将来的に四日市北警察署になる富洲原交番を建設するために巡査駐在所を新築して治安維持事業を行ったこと、その他の道路改修のために私財を投じて地域の福利厚生の充実のために平田家の寄付として私財を投入したことから、明治時代の当時の三重県知事から表彰されて、窮民を救済した功績で以下の記念品を授与される。
1. 賞状6件
2. 木杯5件
3. 公共事業への寄付による賞状15件
4. 木杯15件

### 富田一色村惣村地所訴訟訴訟事件
富田一色村の11年間にわたる「富田一色村惣村地所訴訟訴訟事件」が発生して、佐次郎は富田一色村惣村地所訴訟訴訟事件に深く関係があった。初代平田佐次郎は苦心を持ち、事件解決のための努力があった。富田一色村は江戸時代の旧藩（桑名藩）時代から「一色惣持地所」があったが、富田一色村民の多くが漁業に従事していたため耕作・栽培などの農業は近隣の豊田村・高松村・天ヶ須賀村・南北福崎村の小作民に委任して、上納するだけの収穫がないときには幾分かの補助米を他村の小作民に渡していた。漁業の町である富田一色村民は隣村の小作人に委任していた。
しかし明治維新後廃藩置県となり、1875年（明治8年）地租改正（地券交付）の際に、富田一色村と小作人らとの間に所有地論が起こり、争論に発展して他村との間に田んぼの土地問題がおきる。富田一色村と高松村・豊田村など現在の川越町の村々の土地問題である。江戸時代に富田一色村が川越町の他村に貸した田んぼや土地の返還を富田一色村が求めたが川越町の村々が応じなかったため問題になった。豊田村・高松村・天ヶ須賀村・南北福崎村の小作人の申し立てての内容は富田一色の歴史は漁業地に由来して農業を営む者はほとんどなくて農民はいないで富田一色村民に田畑は必要がないとするものであった。
この問題解決のために、富田一色村は代表者として名望家の伊藤平治郎（富田一色伊藤家当主）・鈴木仁平（富田一色鈴木家出身）・小川文作（富田一色小川家出身）・鈴木佐平治（富田一色鈴木家出身）・平田佐次郎（富洲原の富田一色の平田紡績家当主）の5人を選出した。両者が原告・被告となって四日市・安濃津・名古屋の地方裁判所に出廷して度々判決を仰ぐものの勝敗が着かず、富田一色村側は東京大審院に出訴して勝訴した。富田一色村側は示談による解決を図るべく努力した。
一件落着となったものの、小作側は上告に向けて画策した。鈴木佐平治・小川文作は離れていき、残された佐次郎は天春文治郎の協力を得ながら多くの私財や心労を費やした。この結果、1886年（明治19年）6月に富田一色村側の主張通り、富田一色村側となり、11年間の争論に決着がついた。佐次郎は明治時代の民事訴訟法を学んだ。結果として、東京の裁判所で平田佐次郎が代表者として勝訴する。

## 平田家（平田紡績家）
平田家の墓
- 富洲原霊園の功労者墓地にある平田家の巨大な墓に平田佐次郎が眠っている。
- 西側から1番目に初代平田佐次郎夫妻の墓がある。

1. 初代平田佐次郎（戒名：了清信士）
2. をな（戒名：栄美信女）

- 西側から2番目に二代目平田佐次郎夫妻の墓がある。

1. 二代目平田佐次郎（戒名：賢美信士）
2. たき（戒名：貞芳信女）

- 西側から3番目に3代目の平田紡績社長および平田家当主であり早世した平田佐十郎夫妻の墓がある。

1. 平田佐十郎（戒名：慈照院西暁信士）
2. えま（戒名：浄教院誓国信女）

- 東側にその後の平田一族全体の4つの巨大な墓が建立されている。
- また水越家の墓として実兄の水越佐平夫妻の墓がある。

1. 実兄で1873年（明治6年）8月9日に死没した水越佐平（戒名：善恵信士）
2. その妻で1883年（明治16年）4月4日に死没したみき（戒名：栄味信女）

- 実父である水越佐七の小さな墓も平田家の墓の東隣に建立されている。

息子：2代目平田佐次郎
平田佐次郎を襲名した。一色学校卒業後に平田家の後継者として製網業を経営する平田紡績の2代目社長を務めた。平田製網社長として、東洋町商店街を中心とする富洲原商工会の顧問にも就任した。大正時代に長男の平田佐十郎に家督を譲り、佐十郎の早世後は後継者を変更して三男の平田佐矩に家督を譲り隠居した。富洲原村会議員となった。
孫：2代目平田佐次郎の長男の平田佐十郎
製網業を学ぶためドイツ帝国に派遣されて、平田家の後継者となり（平田紡績3代目社長）に就任した。24歳で流行病（スペインかぜ）で若くして死去した。
孫：2代目平田佐次郎の三男の平田佐矩
平田紡績社長などの経営者から、政治家に転身して四日市市長に就任した。四日市市（塩浜地区）に四日市コンビナートの誘致行い、四日市市を重工業化させる政策で経済発展を達成させて「工業都市四日市」を建設した。その反面四日市ぜんそく公害問題の負の遺産をつくった。
孫：2代目平田佐次郎の五男の宗村佐信
暁学園創設者。暁学園は、設立当初は主に女子教育機関であったが、現在は全て共学化され、総合学園となった。宗村佐信は四日市商業学校卒業後、福澤諭吉の思想に憧れて慶應ボーイになる夢を抱いたが、胸疾患の病気を理由に慶應義塾大学進学を断念した。後に宗村佐信は4人の息子を慶應義塾大学に進学させている。平田紡績の番頭支配人を50年間務めた宗村家の宗村千代治の養子に行き平田紡績社長として漁網のセールスをした。四日市市教育委員として北部児童館建設に尽力して資金や書籍を寄贈した。
孫：2代目平田佐次郎の七男の平田佐貞
詩人で軍人になり日中戦争で戦死した。
曾孫：宗村完治
慶應義塾大学卒業後、父の宗村佐信から平田紡績の社長として経営と暁学園を継いだが、天ヶ須賀本町にあった平田紡績四日市漁網工場・四日市紡績工場の半分の敷地を富洲園団地として売却する不動産事業を行う。
曾孫：宗村明夫
兄宗村完治の死後に、平田紡績社長となる。経営難から平田紡績は赤字企業となっていた。そこに不動産企業大手の地産グループの総帥であった竹井博友に平田紡績株式会社が、M&Aによって敵対的買収をされて、平田一族で最後の平田紡績社長となった。
曾孫：宗村南男
暁学園理事→暁学園副理事長→暁学園第3代理事長→四日市大学学長となる。
平田家の家訓
四日市市や富洲原地区への地域貢献と社会福祉をするのが平田家である。平田家が経営する漁網事業である平田紡績が消滅したことで平田家は私財を失い資産家でなくなったが、現在でも四日市市と富洲原地域への教育貢献として暁学園が、富洲原平田家と平田紡績の遺産になっている。
富田一色平田家のルーツ
水越家から平田家へ養子に行き、平田家から宗村家へ養子へ出たのが平田紡績家であるが、廻船問屋だった富田一色平田家など北勢地方の四日市市周辺の平田姓は、飛騨国から移住した一族で、平氏の平が変換して平田姓となったという説がある。